# Mistrzostwa Rumunii w rugby union (1938)
Mistrzostwa Rumunii w rugby union 1938 – dwudzieste drugie mistrzostwa Rumunii w rugby union.
W 1937 roku zawody o mistrzostwo kraju nie odbyły się, natomiast wśród ośmiu zespołów Divizia Onoare drugi raz z rzędu najlepsi okazali się zawodnicy TCR București.